# NGC 72A
NGC 72A je eliptična galaktika u zviježđu Andromedi. 

## Vanjske poveznice
- (engl.) SEDS: NGC 72
- (engl.) Hartmut Frommert: Revidirani Novi opći katalog
- (engl.) Izvangalaktička baza podataka NASA-e i IPAC-a
- (engl.) Astronomska baza podataka SIMBAD
- (engl.) VizieR
- DSS-ova slika NGC 72
- (engl.) Auke Slotegraaf: NGC 72 Deep Sky Observer's Companion
- (engl.) NGC 72  Arhivirana inačica izvorne stranice od 2. travnja 2015. (Wayback Machine) DSO-tražilica
- (engl.) Courtney Seligman: Objekti Novog općeg kataloga: NGC 50 - 99